# E578 (trasa europejska)
E578 – trasa europejska łącznikowa (kategorii B), biegnąca przez środkową Rumunię.
E578 zaczyna się we wsi Sărătel (12 km na zachód od miasta Bystrzyca), gdzie odbija od trasy europejskiej E58. Biegnie szlakami dróg krajowych:
- nr 15A do miasta Reghin,
- nr 15 do miasta Toplița,
- nr 12 przez miasta Gheorgheni, Miercurea-Ciuc i Sfântu Gheorghe do wsi Chichis (23 km na północny wschód od Braszowa.

W Chichis łączy się z trasą europejską E574.
Ogólna długość trasy E578 wynosi około 285 km.